# Kurobe AquaFairies Toyama
Le Kurobe AquaFairies Toyama (KUROBEアクアフェアリーズ富山) sono una società pallavolistica femminile giapponese, con sede a Kurobe: militano nel campionato giapponese di SV.League; il club appartiene alla Kurobe City Athletic Association.

## Storia
Le Kurobe AquaFairies vengono fondate nel 1999 e appena un anno dopo vengono ammesse nella divisione cadetta del campionato giapponese. Nel campionato 2003-04 vincono la V1 League, partecipando al Challenge match per la promozione in massima categoria, venendo sconfitte dalle Mobara Alukas. La promozione viene quindi rimandata al termine dell'annata 2017-18, quando, grazie al terzo posto in campionato, ottengono la promozione diretta, approfittando dell'espansione e del cambio di formato della massima divisione: esordiscono quindi nella riorganizzata V.League Division 1 nel campionato 2018-19.
Nel 2024 il club cambia nome in Kurobe AquaFairies Toyama.

## Rosa 2019-2020
| N° | Nome             | Ruolo | Data di nascita   | Nazionalità sportiva |
| -- | ---------------- | ----- | ----------------- | -------------------- |
| 1  | Saki Maruyama    | O     | 23 dicembre 1991  | Giappone             |
| 3  | Kaori Mabashi    | S     | 18 novembre 1996  | Giappone             |
| 4  | Yurika Banba     | L     | 16 settembre 1991 | Giappone             |
| 5  | Mayuka Shirasaki | L     | 2 maggio 1994     | Giappone             |
| 6  | Natsumi Watabiki | C     | 24 giugno 1995    | Giappone             |
| 7  | Kozue Yukimaru   | C     | 13 ottobre 1994   | Giappone             |
| 8  | Denise Santiago  | C     | 26 settembre 1993 | Filippine            |
| 9  | Sayo Masuda      | S     | 7 ottobre 1997    | Giappone             |
| 10 | Simone Lee       | S     | 7 ottobre 1996    | Stati Uniti          |
| 11 | Wakaba Sugihara  | S     | 10 giugno 1995    | Giappone             |
| 12 | Akane Ukishima   | O     | 10 giugno 1996    | Giappone             |
| 13 | Yuri Umezu       | S     | 23 agosto 2000    | Giappone             |
| 14 | Aya Hosonuma     | C     | 25 maggio 2000    | Giappone             |
| 15 | Ai Konishi       | P     | 27 maggio 1995    | Giappone             |
| 16 | Hikaru Yoshikawa | P     | 13 agosto 1996    | Giappone             |
| 17 | Ranna Shiraiwa   | S     | 21 settembre 1996 | Giappone             |